# حمیدرضا قلی‌پور
حمیدرضا قلی‌پور (زاده ۵ تیر ۱۳۶۷، کرج)، ووشوکار ایرانی دارنده مدال طلای بازی‌های آسیایی ۲۰۱۰ گوانگ‌ژو و چهار مدال طلای قهرمانی جهان در بخش ساندا است.
او در ۱۸ سالگی توانست در رقابت‌های جهانی ۲۰۰۷ چین نخستین مدال طلای خود را در رده بزرگسالان بدست آورد. قلی‌پور دارای مدرک لیسانس تربیت بدنی دانشگاه شهید بهشتی می‌باشد.
حمیدرضا قلی پور بعد از خداحافظی از دنیای قهرمانی ووشو، وارد دنیایی حرفه‌ای مبارزات آزاد ترکیبی (MMA) شد و تا به امروز ۳ برد پیاپی به دست آورده‌است. او پس از جدایی از همسر خود(مهروز ساعی) به عنوان یکی از بهترین مربیان شخصی و خصوصی ایران درحال فعالیت است.